# Trampa de l'alt nivell d'equilibri
Trampa de l'alt nivell d'equilibri és un concepte desenvolupat per Mark Elvin per explicar les raons que van impedir una revolució industrial durant els segles xiii i xiv, malgrat el nivell d'estabilitat i de coneixements científics posseït en aquesta època a la cultura xinesa. Segons aquesta teoria, l'economia preindustrial xinesa fou tan eficient que no hi havia motiu econòmic que obligués a invertir capital en costoses millores tecnològiques. Aquesta eficiència era un reflex del punt d'equilibri marcat per l'oferta i la demanda.